# Cobananthus
Cobananthus, monotipski biljni rod iz porodice gesnerijevki smješten u podtribus Columneinae, dio tribusa Gesnerieae.. Jedina vrsta je C. calochlamys.
Dio je podtribusa Columneinae.

## Etimologija
Ime roda sastoji se od Cobán, glavnog grada provincije Alta Verapaz u Gvatemali, i grčkog άνθος, anthos = cvijet.

## Opis
Terestrične epifitske biljke sličmne rodovima Alloplectus i Columnea (kojim se rodovima prije pripisivala ova vrsta). Listovi nasuprotni, slabo anizofilni. Pazušne cime od 1-3 cvijeta. Prašnici 4;  Čaška narančasta ili crvena, s kratkom peterokutnom zvonastom cijevi, zvjezdasta. Vjenčić žut, cjevast, malo izbočen. Nektarij jedna (dvostruka) dorzalna žlijezda. Jajnik gornji; jajolik, stigma koso dvousna. Plod je okruglasta čahura. Broj kromosoma 2n = 18..